# Иподромо
Иподромо (исп. Hipódromo) — населённый пункт в восточной части Уругвая, в департаменте Серро-Ларго. Представляет собой западный пригород административного центра департамента, города Мело.

## География
Расположен на дороге № 7, примерно в 1,5 км к востоку от пригорода Баррио-Лопес-Бенитес и в 1,5 км к западу от Мело. Небольшой ручей Арройо-Конвентос протекает к востоку от пригорода.

## Население
Население по данным на 2011 год составляет 505 человек.
| Год  | Население |
| ---- | --------- |
| 1963 | 318       |
| 1975 | 413       |
| 1985 | 366       |
| 1996 | 432       |
| 2004 | 480       |
| 2011 | 505       |

Источник: Instituto Nacional de Estadística de Uruguay